# (177) Irma
(177) Irma – planetoida z pasa głównego asteroid okrążająca Słońce w ciągu 4 lat i 223 dni w średniej odległości 2,77 j.a. Została odkryta 5 listopada 1877 roku w Obserwatorium paryskim przez Paula Henry’ego. Pochodzenie nazwy planetoidy jest nieznane.